# اپیکوتیسیمین ای
اپیکوتیسیمین ای (به انگلیسی: Epicutissimin A) با فرمول شیمیایی CHO یک ترکیب شیمیایی است. 